# スクラン二学期 ウィークエンド
スクラン二学期 ウィークエンド（スクランにがっき ウィークエンド）は「スクールランブル二学期」と連動したインターネットラジオ番組。
2006年4月28日から2007年2月2日までインターネットラジオステーション＜音泉＞とBEWEにて配信された。

## 概要
- ラジオ大阪と文化放送で放送されていた「スクラン☆お茶会!」が前身で、放送終了約1ヵ月後にこの番組が開始した。
- 「スクラン☆お茶会!」で高橋広樹と清水香里で決めた「スクランは！」（←こんにちは）と「サヨーナランブル」（←さようなら）が引き続き使われている。
- 「スクラン☆お茶会!」にたびたび出演していた原作者の小林尽は、この番組では更に登場頻度が上がり、ほとんど毎週出演していた。その為、レギュラーパーソナリティではないにも関わらず、リスナーからのメールの書き出しは、『カオリン、ユカリンそして小林先生スクランは！』というものが圧倒的に多い。
- 「スクラン☆お茶会!」から、清水香里はずっと高野晶をコミックの表紙にするという事を訴え続けているが、放送期間中は実現せず、コミック新巻が出るたびにそのネタを小林尽に振るのは、もはや風物詩であった。ちなみに、放送終了後の2008年7月17日発売の第21巻にて実現している。
- 番組内で、高野晶をコミックの背表紙全部に乗せる計画が持ち上がる。
- 清水と福井のトークがあまりにも面白いため、清水がM-1グランプリに出ることを提案する。その結果リスナーからコンビ名が募集され、「リンブル・ランブル」というコンビ名が決定した。さらにリスナーからのメールでは小林を加えて「リンブル・ランブルの3人」や「リンブル・ランブル+1（プラスワン）」といった言い方をされることがある。
- 毎回タンクトップで登場する小林を見習って、福井もタンクトップで収録に来るようになったことから、清水やリスナーから「タンクトップ兄妹」、「タンクトッパーズ」と呼ばれるようになり、小林がタンクトップ王国を開いたが、冬になって福井があっさり裏切ったため、あえなく崩壊した。
- 「福井は絵がうまい！」という話が話題にあがり、福井VS小林の清水香里の似顔絵対決が行われる。さらに、小林尽が顔出しNGということで、小林の似顔絵を清水と福井が書くという企画があった。その際、小林は自画像でゴリラのイラストを描いた。
- 番組内では福井に物まねをさせる事がよくあるが、全く似ていない。
- 2006年7月14日配信分（第12回）で初めて小林尽もオープニングで自己紹介を行なった。その後8月18日配信分（第17回）からは毎回（遅刻した回は除く）行うようになり、事実上のレギュラーに昇格した。
- 2006年9月1日配信分（第19回）で、小林尽がオープニングトークを一人で行った際には、清水と福井の声まねをして、普通にOPトークを再現していた。さらに「リンブル・ランブルのコーナー」では、清水が『天上天下唯我独尊』を読めずにぐだぐだになってしまった。
- 2006年9月8日配信分（第20回）の「リンブル・ランブルのコーナー」では福井の仮面ライダーの藤岡弘、の物まねと児玉清のアタックチャンスの物まねをするも、アタックチャンスでは「ちっちきち～」のモーションをしてしまう。

## パーソナリティ
- 清水香里（高野晶役）
- 福井裕佳梨（サラ・アディエマス役）
- 小林尽（船員F役、原作者）

### 配信曜日など
- 放送：2006年4月28日～2007年2月2日 (全40回)
- 配信：毎週金曜日（音泉・BEWE）
- スポンサー：コスパ、マーベラスインタラクティブ

### オープニング／エンディングテーマ
アニメ「スクールランブル 二学期」と同じ
- OP せんちめんたるじぇねれ～しょん

作詞・作曲：つんく / 編曲：鈴木俊介 / 歌：時東ぁみ
- 第一期ED この涙があるから次の一歩となる（第01回～第16回）

作詞・作曲：つんく / 編曲：鈴木俊介 / 歌：時東ぁみ
- 第二期ED 二人は忘れちゃう♡（第17回～第40回）

作詞：中井雅 / 作曲・編曲：IPPEI / 歌：塚本姉妹（小清水亜美・能登麻美子）

## コーナー紹介

### レギュラーコーナー
- ふつおた

リスナーからのメールを読んで清水と福井が面白おかしくトークするコーナー。
- みっくスクラン茶（第01回～第13回）

いろいろな食べ物や飲み物とお茶をミックスした物を試飲（試食）する。
飲む役は清水と福井が毎週持ち回りで担当するが、小林は毎回飲まされていた。
- 福井流オルガン教室!!（第01回～第13回）

リスナーからの手紙を音楽にする。
- 清水流節約術!!（第02回～第12回）

リスナーから節約術を募集。
ただし、回を重ねるにつれて節約術より儲け話に話が移ることが多くなり、後の「清水流アルバイト術!!」の前身といえる。
※「福井流オルガン教室!!」と「清水流節約術!!」は隔週放送。
- 福井流懺悔コーナー（福井流懺悔の部屋）（第15回～第30回）

リスナーからの懺悔メールを読み福井が答えたり励ましたりするコーナー。
「スクラン☆お茶会!」で行われた単発コーナーを復活させたもの。
まず最初に福井が懺悔するのが恒例化していた。
- 清水流アルバイト術!!（第14回～第31回）

リスナーから面白いバイトを時給と共に教えてもらおうというコーナー。
※「福井流懺悔コーナー」と「清水流アルバイト術!!」は隔週放送
- リンブル・ランブルの○○○○（第18回～第39回）

ひょんなことから生まれた「リンブル・ランブル」というコンビ（清水と福井）がリスナーからの要望に答えるコーナー。同時にコーナー名も毎回募集しており、採用されたコーナー名は「これから発表します」といった予告も無く他のコーナーと同様に冒頭でさりげなく読み上げられる。
各回のコーナー名は以下の通り（内容は省略）。
　第18回　二人は真似しちゃう♡
　第19回　リンブルランブルのぐるぐる回る
　第20回　ここにはこれほど似てない物真似がアディエマス
　第22回　リンブルランブルのこのネタがあるから次の一歩となる
　第23回　リンブルランブルのニャンニャン♪
　第24回　リンブルランブルの井戸端会議
　第25回　リンブルランブルのひとりでできるもん
　第26回　リンブルランブルの縁側で日向ぼっこ
　第27回　リンブルランブルのJapaneseしりとり
　第28回　リンブルランブルのおとうさんといっしょ
　第29回　リンブルランブルのアナグラム
　第30回　リンブルランブルの祝!スクールランブル連載200回!!
　第31回　リンブルランブルのあいうえお作文
　第32回　リンブルランブルのあなたが私で私があなた
　第33回　リンブルランブルのバブバブ赤ちゃんランド
　第34回　リンブルランブルの連想して当てちゃおう
　第35回　リンブルランブルの正しい発音教室
　第37回　リンブルランブルの擬音祭
　第38回　リンブルランブルの壮絶おままごと
　第39回　リンブルランブルの普通に考えたらこうじゃね？
- 清水＆福井流！アニマルでトーク！（第32回～第39回）

リスナーから募集した動物などの物まねを実演し、動物名と言っている内容をあてるコーナー。

### 特別企画
- 思い出しイラスト大会（第16回）

小倉での公開録音を記念して行われた。
清水と福井が出されたお題のイラストを見ないで描く。
- 小林VS西本（第21回）

週刊少年マガジンに連載中の漫画「もう、しませんから。」の作者西本英雄が取材をかねてゲスト出演したこと記念して行われた。
西本が予想した「スクールランブル二学期」の最終回を実際に演じてみる。
- スクランすごろく（第36回）

年末年始スペシャルの特別企画。
すごろくを進めながら止まったマスに書いてあるとおりのことをやっていく。
“スクラン”すごろくとあるが内容はスクランとはほとんど関係ない。

## ゲスト
- 小林尽（第06回･第08回･第09回･第11回～第14回･第17回～第40回）
- 西本英雄（第21回）

## ラジオCD
フロンティアワークスより発売された。CD限定の撮り下ろし番組が同封され、それぞれで特別企画が行われた。
- スクラン二学期 ウィークエンド 1時間目（2006年11月23日発売）

第01回～第14回収録
特別企画は「リンブルランブルの二人で笑わせます」と「スクラン討論会」
- スクラン二学期 ウィークエンド 2時間目（2006年12月29日発売）

第15回～第27回収録
特別企画は「NGワードを言わせちゃおう」と「私の知らない私」
- スクラン二学期 ウィークエンド 3時間目（2007年2月23日発売）

第28回～第40回収録
撮り下ろし番組では塚本八雲役の能登麻美子がゲストとして登場
特別企画は「スクラン王選手権」